# Сосновка (Марксовский район)
Сосно́вка — село в Марксовском районе Саратовской области. Входит в состав Подлесновского сельского поселения.

## Географические данные
Село расположено на берегу Волги и Гнилухи. Рядом с Сосновкой проходит автодорога Р226. Граничит с сёлами Баскатовка и Подлесное.

## Население
| 2002 | 2010 |
| ---- | ---- |
| 736  | ↘708 |

## История
Село основано 3 августа 1767 года как немецкая колония Сузанненталь, названная бароном Борегардом в честь жены.
В 1895 году здесь родился Вильгельм Вегнер.